# Glières-Val-de-Borne
Glières-Val-de-Borne is een fusiegemeente (commune nouvelle) in het Franse departement Haute-Savoie (regio Auvergne-Rhône-Alpes). De plaats maakt deel uit van het arrondissement Bonneville. Glières-Val-de-Borne is op 1 januari 2019 ontstaan door de fusie van de gemeenten Entremont en Le Petit-Bornand-les-Glières. 

## Demografie
Onderstaande figuur toont het verloop van het inwonertal (bron: INSEE-tellingen).
Glières-Val-de-Borne telde in 2017 1798 inwoners. De gemeente telde 1.825 inwoners op 1 januari 2022.

## Geografie
De oppervlakte van Glières-Val-de-Borne bedroeg op 1 januari 2022 71,77 vierkante kilometer; de bevolkingsdichtheid was toen 25,4 inwoners per km².

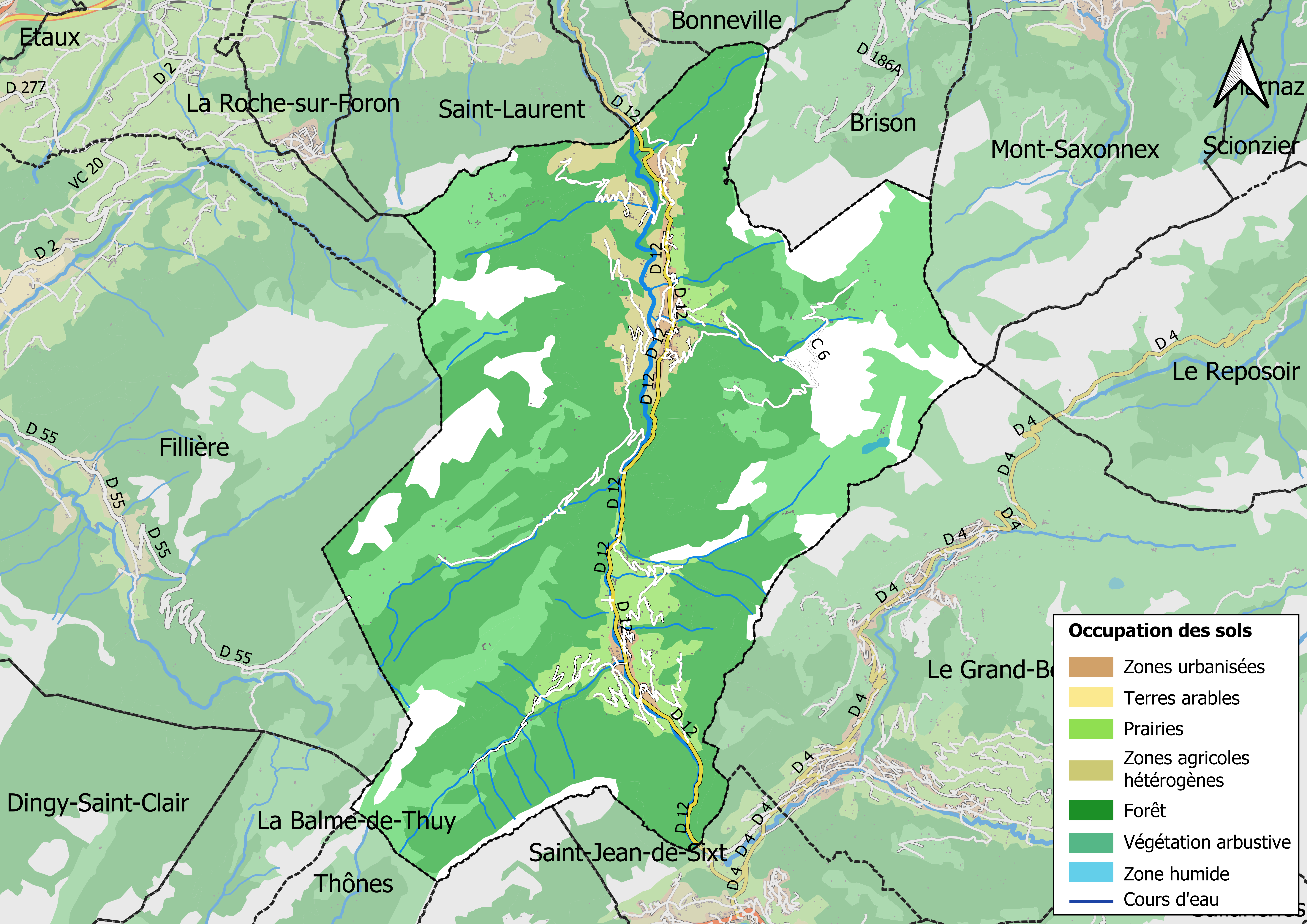
Kaart van de gemeente met de belangrijkste infrastructuur, bodemgebruik en omliggende gemeenten